# Herencia latina en África

Países de África de influencia latina.

La herencia latina en África se ve reflejada en las costumbres y tradiciones en determinados países de África que se originaron como consecuencia de la presencia de las potencias latinas europeas, como Bélgica, España, Francia, Italia y Portugal. Hoy en día la mayor parte de los países y territorios en este continente, reconocen las lenguas romances como oficiales en sus respectivas constituciones políticas, en otros donde no es oficial lo utilizan como uso habitual de sus antiguos colonizadores, sobre todo por las élites de los mestizos, como también ciertas lenguas nativas habladas por los indígenas africanos tienen también influencia de voces de lenguas romances. Aparte de las lenguas romances, también ha sido introducido el cristianismo, sobre todo la religión católica y teniendo además una mezcla de sincretismo con los rituales de los pueblos autóctonos. A pesar del coloniaje, algunos nativos han conservado sus propias lenguas y creencias religiosas.

## Historia

### Época del Imperio romano

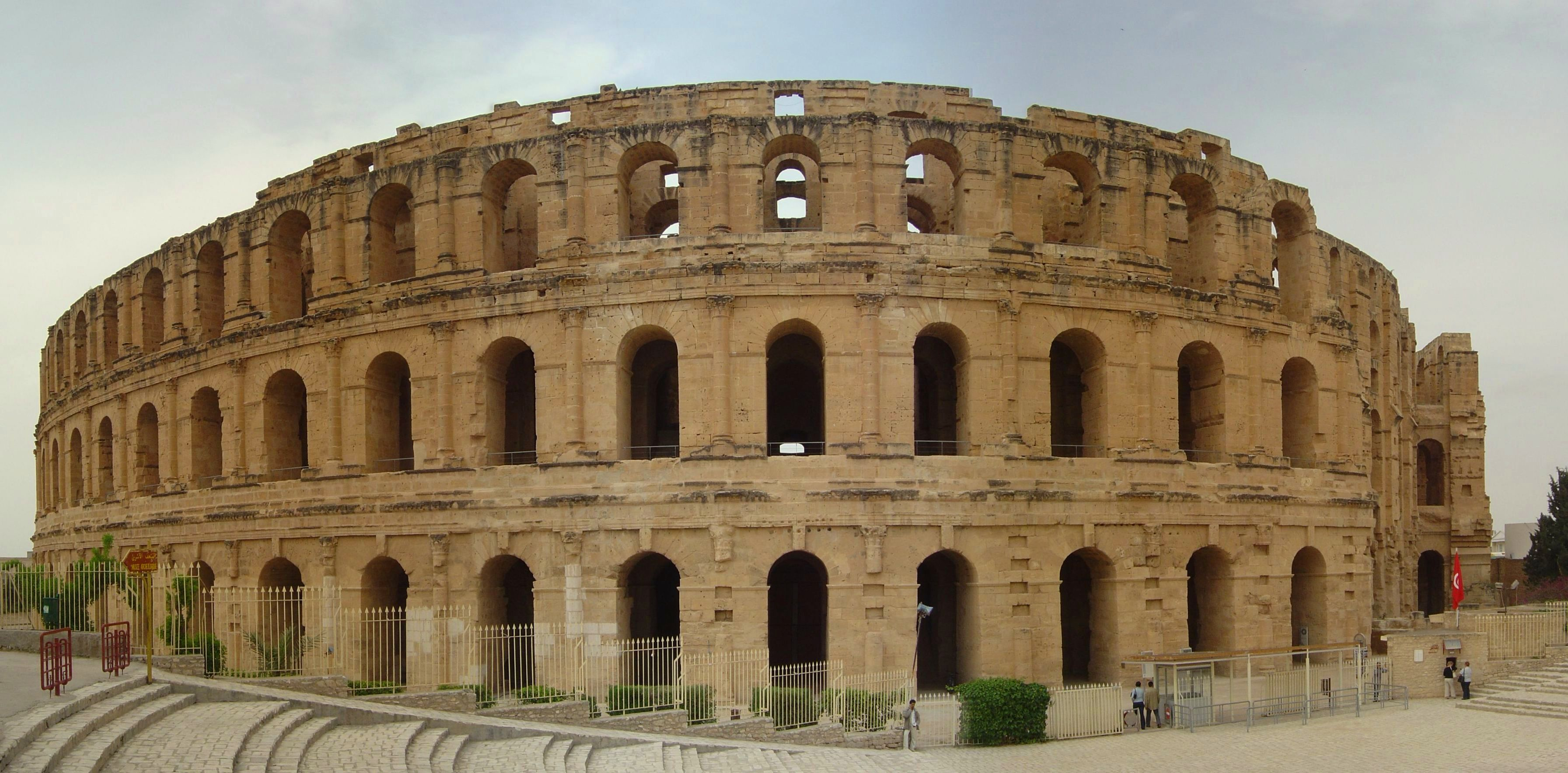
Anfiteatro de El Djem en Túnez, construido por la Antigua Roma.

Los primeros europeos de origen latino que colonizaron África fueron los romanos durante la época del Imperio romano. Los romanos se instalaron al Norte de África. A esto se le denominó como África romana, en la que se designó a los territorios africanos dominados por dicho imperio. El término África, en la época, se refería al espacio comprendido entre el Golfo de Gabés y la costa atlántica del actual Marruecos, limitado al sur por los Montes Atlas y el Sahara. La Cirenaica y Egipto no se consideraban parte de África, dado que el desierto las separaba del resto del territorio y pertenecían a otra área cultural; la  helenística. África, en esta concepción, era parte del área de influencia púnica.
En un sentido más restringido, también pudo denominarse África romana a la región romanizada dentro del mencionado espacio geográfico.

### Colonización europea

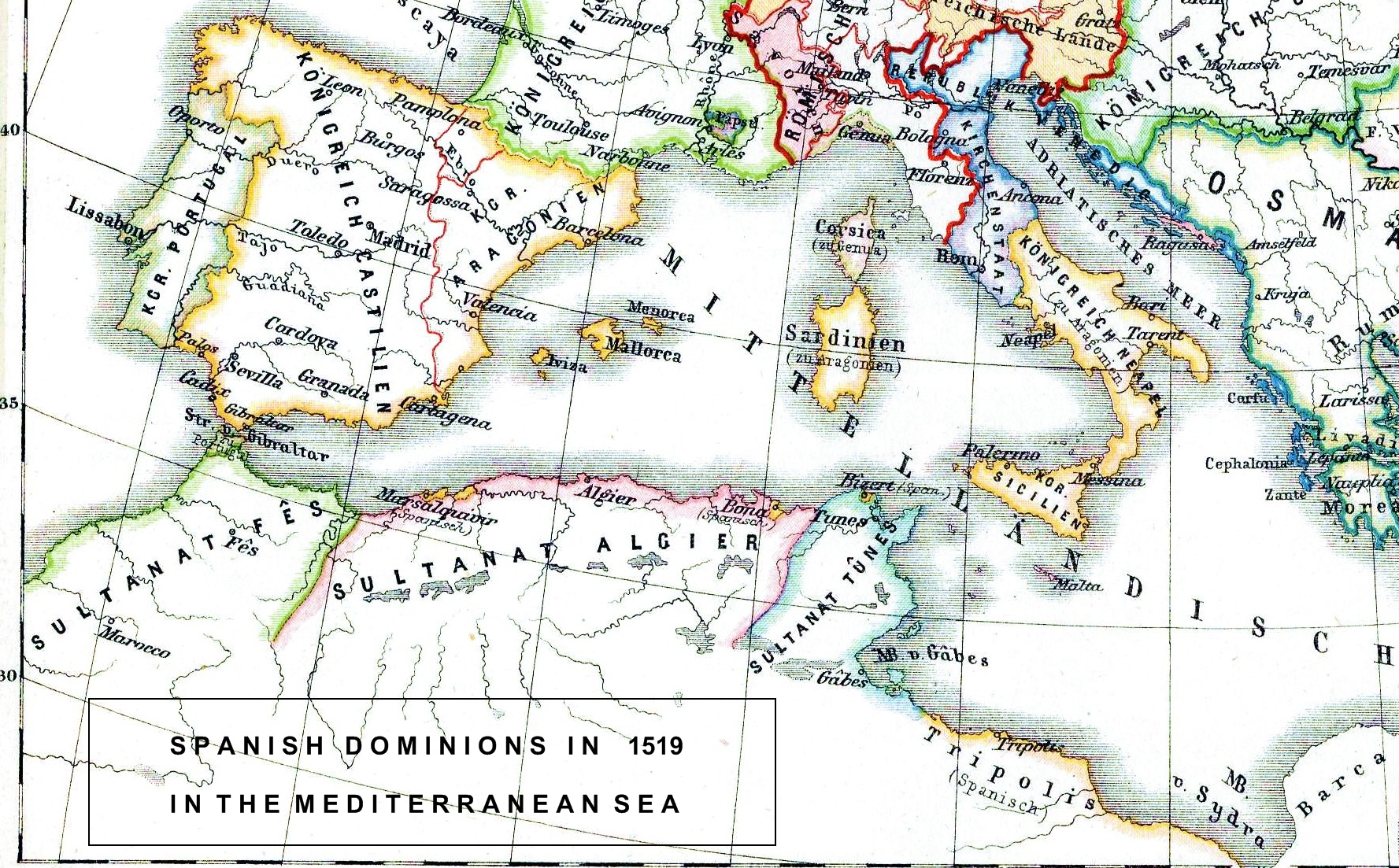
Dominios portugueses y españoles en el norte de África en 1519.

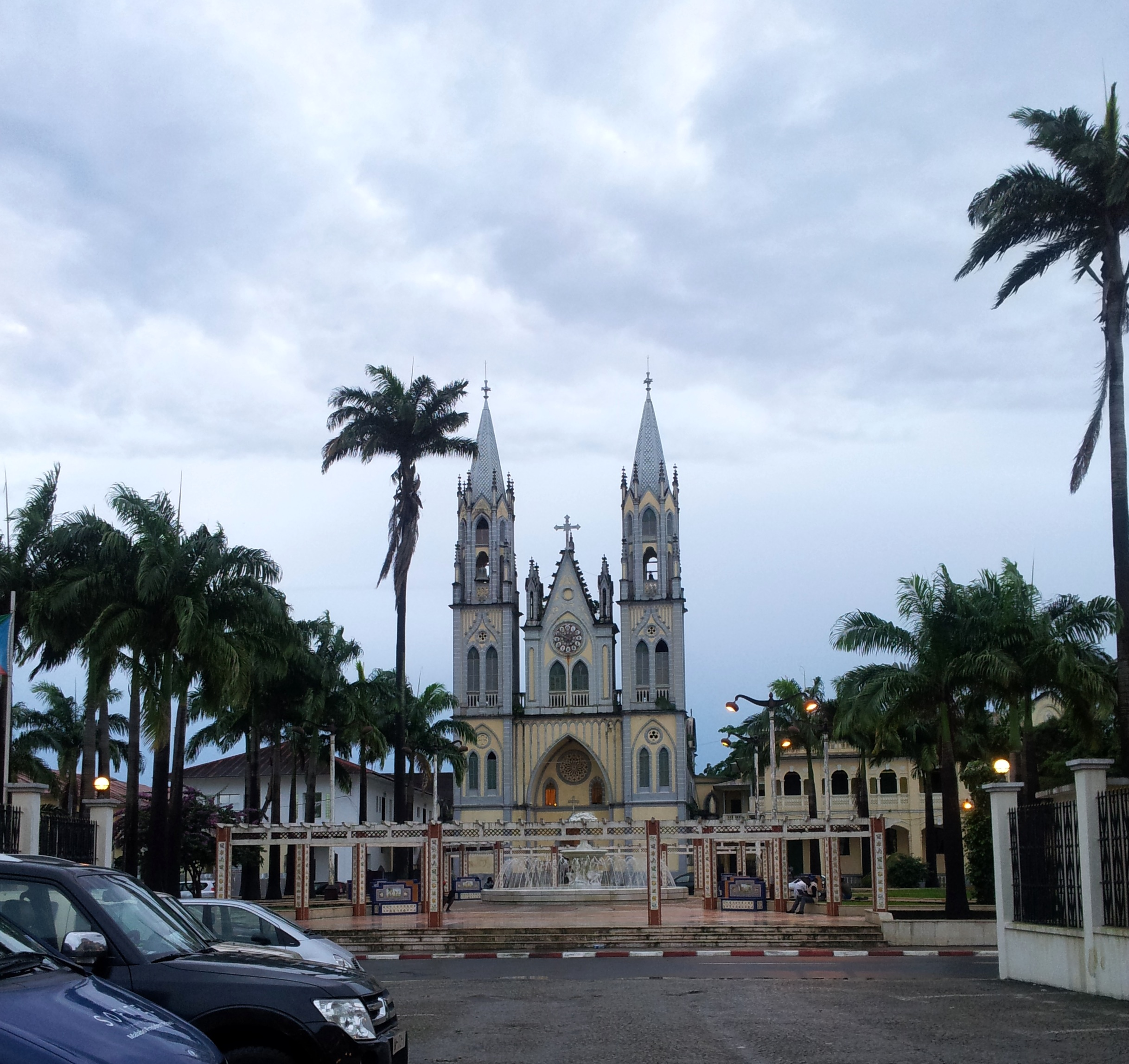
Iglesia de Santa Isabel, en Malabo, Guinea Ecuatorial, legado de la época colonial española.

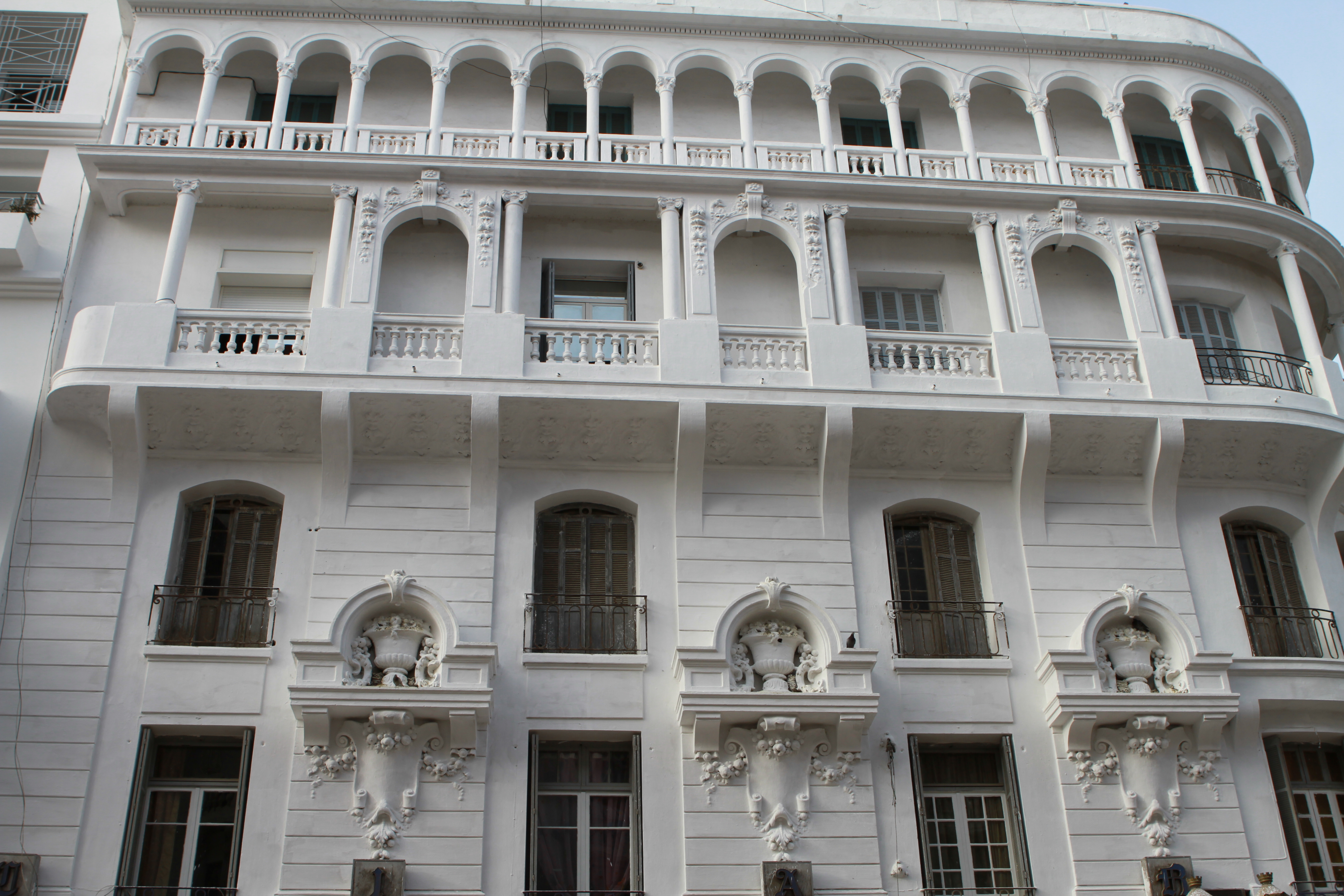
Arquitectura colonial de un edificio estilo francés en Casablanca en Marruecos.

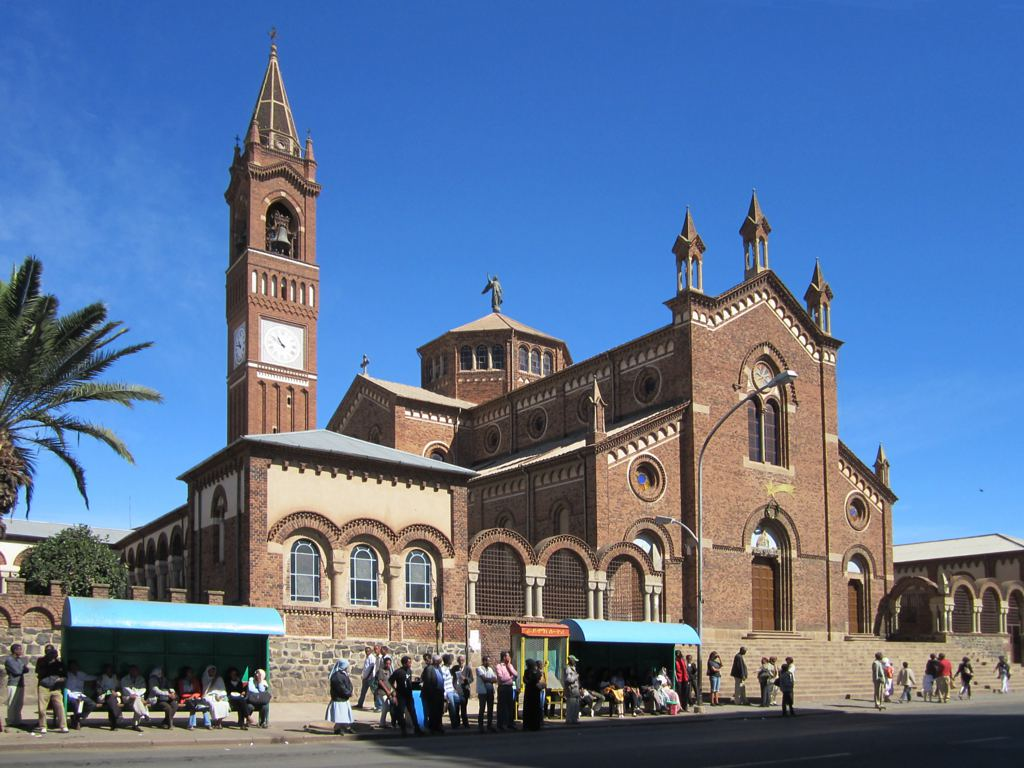
Iglesia de la Virgen del Rosario (Asmara) en Eritrea, legado de la época colonial italiana.

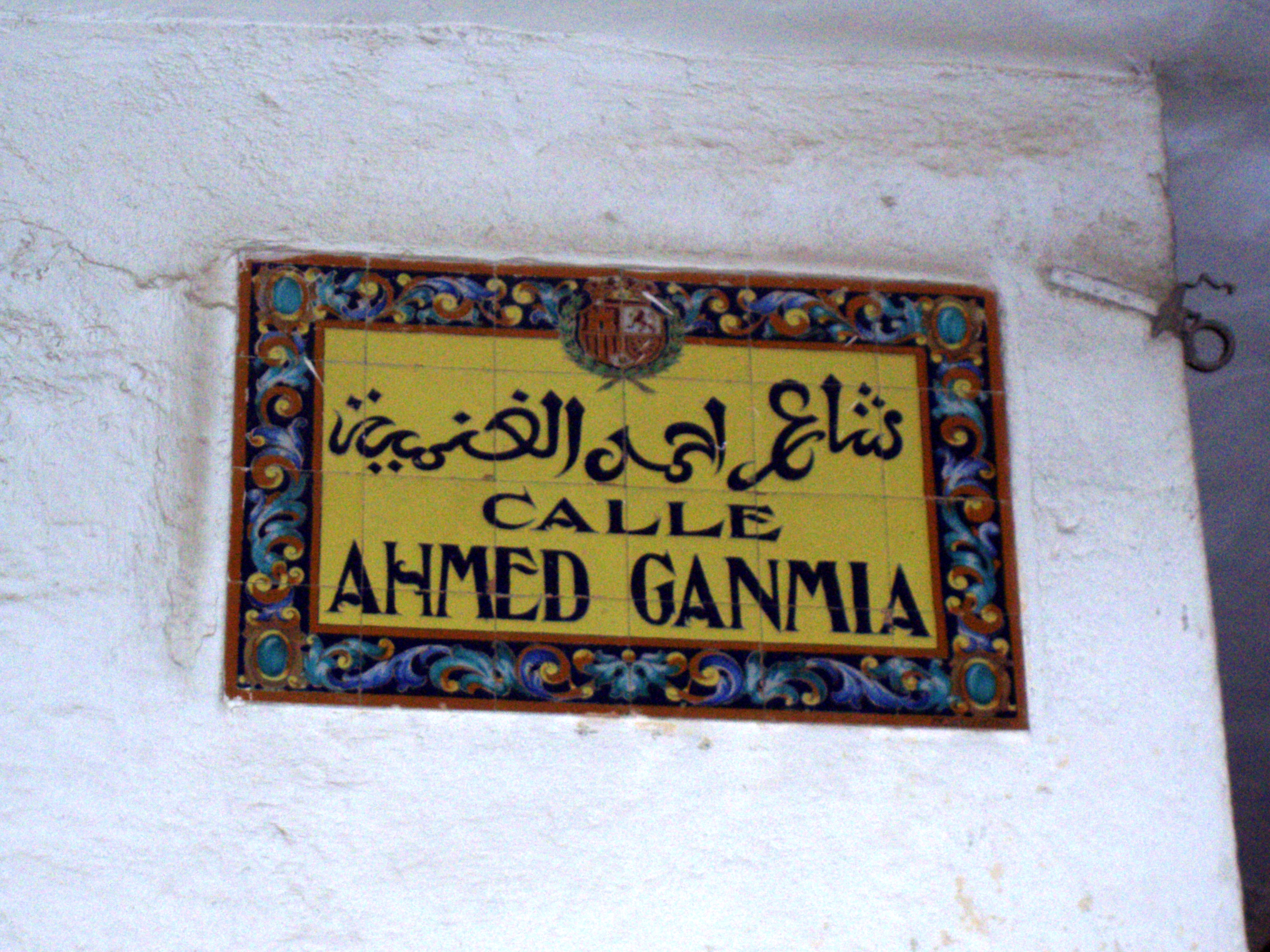
Placa colonial en una calle de Tetuán con el nombre del gran visir Ahmed Ganmia, que fue el primer marroquí condecorado con la Cruz Laureada de San Fernando. Se puede apreciar el escudo español. La calle ha conservado el nombre que le dio la administración española.

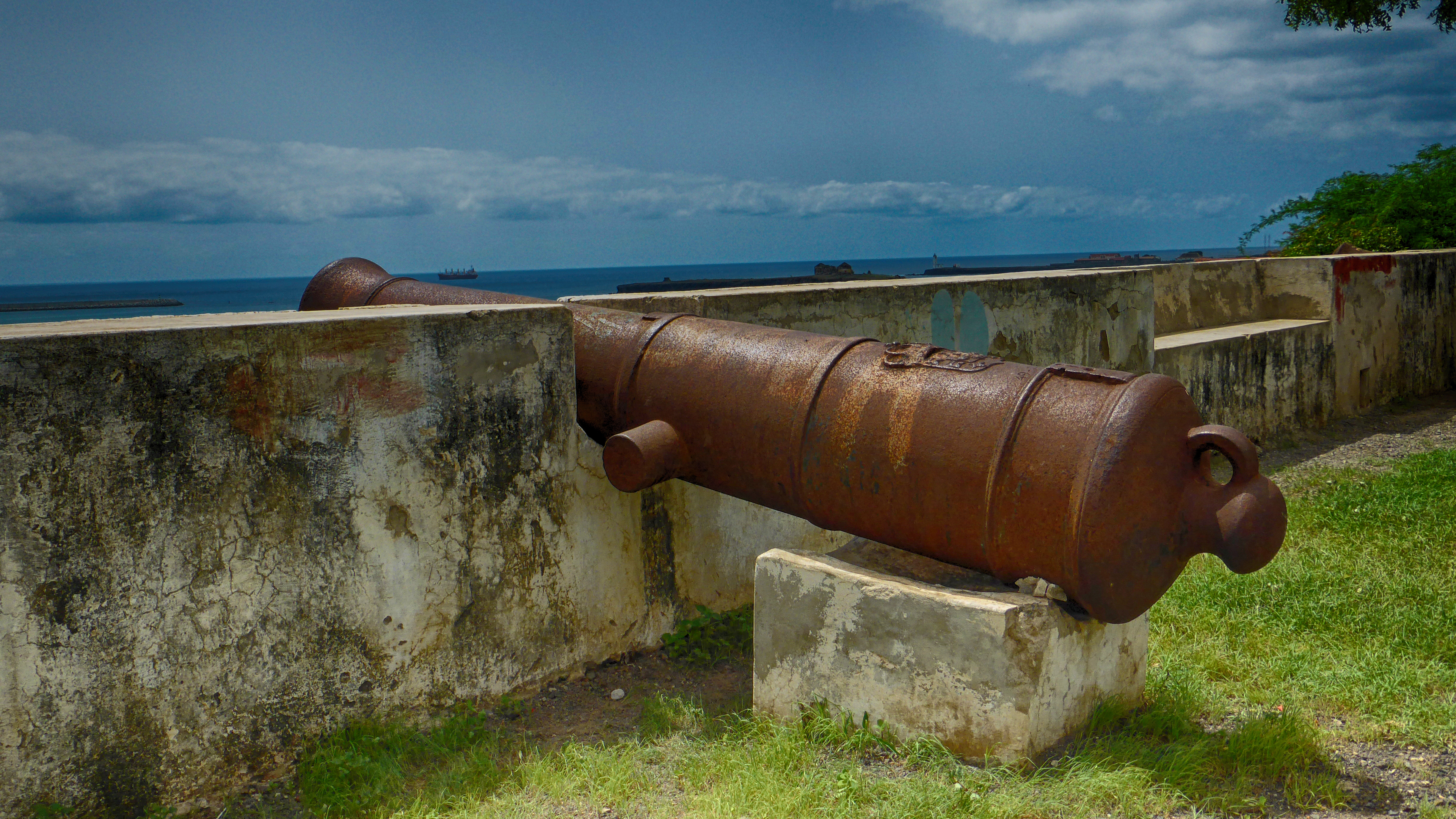
Fortaleza colonial en Praia, capital de Cabo Verde, legado de la época colonial portuguesa.

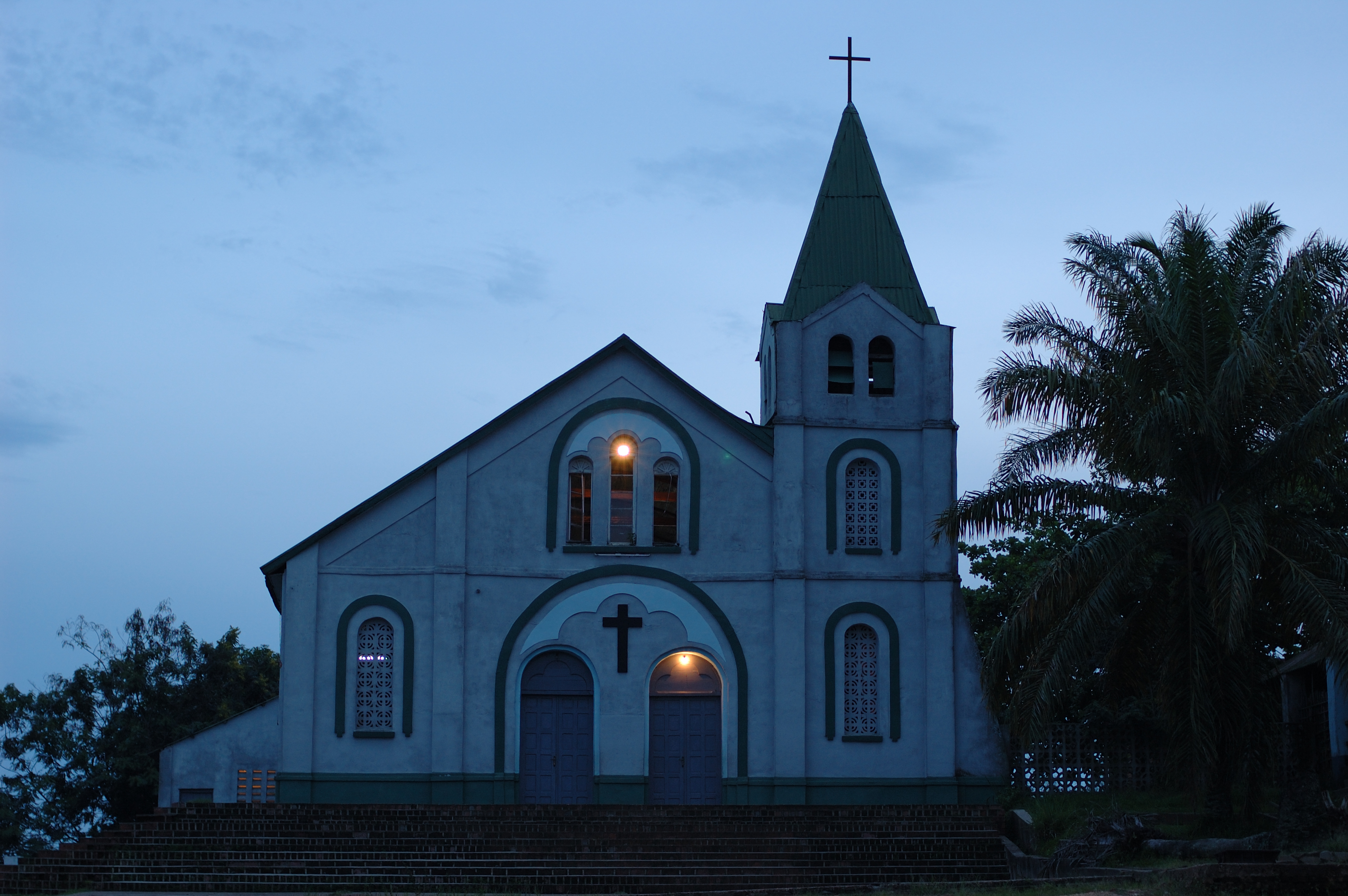
Iglesia en Kindu, República Democrática del Congo. Arquitectura de estilo belga.

Durante el siglo XV Enrique el Navegante, hijo del Rey Juan I de Portugal, planeó adquirir territorio africano para Portugal. Bajo su inspiración y dirección algunos navegantes portugueses emprendieron una serie de viajes de exploración que resultaron en la circunnavegación de África y el establecimiento de la soberanía portuguesa sobre una gran cantidad de zonas costeras.
Las naves portuguesas rodearon al Cabo Bojador en 1434, Cabo Verde en 1445 y para 1480 la totalidad de la costa de Guinea era conocida por los portugueses. En 1482, Diogo Cão llegó a la desembocadura del Congo, el Cabo de Buena Esperanza fue rodeado por Bartolomé Díaz en 1488, y en 1498 Vasco da Gama, después de haber rodeado aquel cabo, exploró la costa oriental, desembarcando en Sofala y Malindi, y de ahí fue hacia la India. Portugal declaró su soberanía en todo punto en que sus navegantes desembarcaran, pero esta no fue ejercida en el extremo sur del continente. Varias potencias europeas se interesaron en colonizar el continente, especialmente: Alemania, Bélgica, Francia, Inglaterra, Italia, Portugal y Turquía.
En África Oriental, el Imperio portugués dominó pequeños estados islámicos junto a la costa de Mozambique, Malinda, Kilwa, Brava y Mombasa fueron destruidos o se convirtieron en sujetos o aliados de Portugal, del mismo modo las posesiones del sultanato de Zanzíbar quedaban prácticamente subordinadas al naciente imperio portugués. Pedro de Covilhã había alcanzado Abisinia en 1490. En el océano Índico y mar Arábigo, uno de los barcos de Pedro Álvares Cabral descubrió Madagascar, la cual fue parcialmente explorada por Tristán da Cunha (1507); Mauricio fue descubierta en 1507, Socotra ocupada en 1506, y ese mismo año, Lourenço d'Almeida visitó Ceilán. La victoria naval portuguesa en la batalla de Diu le abrió paso a la hegemonía marítima absoluta en el Oriente, convirtiendo el Índico en un lago portugués. En África Occidental, Portugal  estableció en el territorio en 1483 en el río Congo, donde existieron los estados del Kongo, Ndongo y Luanda. El estado del Kongo se extendía del actual Gabón, en el norte, hasta el Kwanza en el sur. Portugal estableció en 1575 una colonia portuguesa en Luanda basada en la trata de esclavos. Los portugueses tomaron gradualmente el control de la franja costera a lo largo del siglo XVI a través de una serie de tratados y guerras, formaron la colonia de Angola.
En 1497 el Imperio español anexionó a la Corona de Castilla la ciudad abandonada de Melilla, en 1509 Orán, y en el siglo XVII otros puertos que actualmente forman parte de los estados de Marruecos, Argelia, Túnez y Libia. La incorporación de Portugal aportó también sus colonias a los territorios bajo dominio del rey de España. La mayor parte de estos territorios serían perdidos más tarde, excepto la zona de Orán, perdida frente a los argelinos en 1708 pero recuperada en 1732 por los españoles. Esta ciudad fue destruida por un terremoto en 1790 por lo cual los españoles, siendo atacados por el sultán de Argel, pactaron su retirada en 1792 a cambio del acceso al puerto, una factoría en Mazalquivir y la concesión de pesca de coral.
Por medio del Primer Tratado de San Ildefonso, en 1777, entre España y Portugal éste incorporó a sus territorios de Brasil la colonia de Sacramento y la isla de Santa Catalina, a cambio las islas de Fernando Poo y Annobón en África, así como la licencia para comerciar con la costa continental de Camerún y Gabón hasta cabo Formoso. No fue hasta 1843 cuando el marino Juan José Lerena y Barry tomó posesión para España de Fernando Poo, Corisco y Río Muni.
De finales del siglo XIX a principios del siglo XX, Marruecos fue un territorio disputado por las potencias europeas, principalmente Alemania, España, Francia y Reino Unido. Los territorios que estuvieron bajo dominio español, fundamentalmente las dependencias coloniales del protectorado español de Marruecos formado por las zonas del Rif al norte y Cabo Juby al sur, Sahara Español (actual Sahara Occidental), Guinea Española (actual Guinea Ecuatorial), además de Madeira, Cabo Verde, Guinea Bisáu, Santo Tomé y Príncipe, Somalia, Angola y Mozambique, al incorporarse Portugal a España. Las islas Canarias, Ceuta y Melilla así como las plazas de soberanía, conforman junto a las demás entidades territoriales y con integridad plena el territorio nacional de España.
La influencia del Imperio colonial francés se extendió primeramente por el norte de África, con el establecimiento de un protectorado sobre Túnez en 1881 (Tratado de Bardo). Poco a poco, el control francés se constituyó en la mayor parte del norte, oeste y centro de África y por el cambio de siglo (incluyendo las naciones modernas de Mauritania, Senegal, Guinea, Malí, Costa de Marfil, Benín, Níger, Chad, República Centroafricana, República del Congo), y al este el enclave de la costa africana de Yibuti (Somalia Francesa). El explorador y coronel Parfait-Louis Monteil viajó desde Senegal hasta el lago Chad, en 1890-1892, suscribiendo varios tratados de amistad y protección con los gobernantes de varios de los países que cruzaban, y consiguiendo muchos conocimientos de la geografía y la política de la región. 
La Misión Voulet-Chanoines, una expedición militar, fue enviada desde Senegal en 1898 para conquistar la cuenca del Chad y unificar todos los territorios franceses de África occidental. Esta expedición operada conjuntamente con dos expediciones, la misión Foureau-Lamy y la misión de Émile Gentil, que avanzaron desde Argelia y el Congo Medio, respectivamente. Con la muerte del caudillo musulmán Rabih az-Zubayr, el gobernante más grande de la región, y la creación del Territorio Militar del Chad en 1900, la Misión Voulet-Chanoines había conseguido todos sus objetivos. La crueldad de la misión provocó un escándalo en París. Como parte del reparto de África, Francia tuvo el establecimiento de un eje continuo de este a oeste del continente como un objetivo, en contraste con el eje norte-sur británico. Esto resultó en el incidente de Fachoda, donde una expedición dirigida por Jean-Baptiste Marchand fue enfrentada por las fuerzas británicas al mando de Horatio Kitchener. La resolución de la crisis fue dar una parte al salir a la luz de la Entente Cordiale. Durante la crisis de Agadir en 1911, el Reino Unido dio su apoyo a Francia y Marruecos (zona central) se convirtió en un protectorado francés.
El Imperio colonial belga en África fue el resultado de la introducción de Bélgica en el reparto de África durante el último tercio del siglo XIX, donde el rey Leopoldo II logró que le fuera concedida la mayor parte de la región del Congo. Además, tras la Primera Guerra Mundial, los belgas obtuvieron de Alemania, a través del Tratado de Versalles (1919), la colonia de Ruanda-Urundi.
Tras la conquista de Etiopía (1936), se acuñó la expresión Imperio colonial italiano, que abarcó las posesiones coloniales controladas por la Italia fascista en África y en el Egeo. A través de los estudiantes y comerciantes italianos que frecuentaban la zona desde los años 1860, Italia buscó dividir a los dos Negus con el fin de penetrar, primero políticamente y luego militarmente, al interior del altiplano etíope. Entre los proyectos se encontraba la ocupación de la ciudad santa de Harar, la adquisición de Zeila por los británicos y la renta del puerto de Kismaayo, situado en la desembocadura del río Juba, en Somalia. Los tres proyectos no concluyeron positivamente, en particular la toma de la ciudad de Harar por parte de las fuerzas etíopes de Menelik impidió la ejecución de una operación similar por parte de las fuerzas italianas. En 1889, Italia realiza con una serie de acuerdos por medio del cónsul italiano de Adén con los respectivos sultanes, los protectorados sobre el Sultanato de Obbia y sobre el de Migiurtina. En 1892, el sultán de Zanzíbar concedió en arrendamiento los puertos del Benadir (entre los que estaban Mogadiscio y Brava) a la sociedad mercantil Filonardi. El Benadir, aunque estaba administrado por una sociedad privada, fue explotado por el Reino de Italia como base de partida para las expediciones de exploración con dirección a las desembocaduras de los ríos Juba y Omo y para la asunción de un protectorado sobre la ciudad de Lugh.

## Legado
Hoy en día el legado colonial de las naciones latinas de Europa en África ha quedado marcado y que hasta la fecha se conserva sobre todo en algunos rasgos de nombres y apellidos de personas, como también nombres de calles y avenidas, religión y palabras de las lenguas romances acuñadas en las lenguas nativas.

### Legado lingüístico
En el legado lingüístico, podemos destacar los siguientes idiomas habladas como lenguas oficiales, comerciales, administrativas o simplemente de uso habitual:

### El idioma francés

Francés en África:
Países francófonos. En 2020, tenían una población de 450 millones de habitantes y se estima que en 2050 la cifra se incremente hasta 900 millones.Es también el idioma de mayor crecimiento en el continente (en términos de lengua oficial o extranjera).
Países con presencia más tenue del francés.
Países no francófonos pero miembros u observadores de la OIF.

En los países que fueron antiguamente colonias francesas y belgas, el francés es hablado en los siguientes países y territorios como la República Democrática del Congo (ex Zaire), República del Congo, Burkina Faso, Senegal, Guinea, Malí, Chad, Níger, Burundi, Ruanda, Togo, Benín, República Centroafricana, Gabón, Costa de Marfil, Madagascar, Mauricio, Yibuti, islas Seychelles, Camerún (que fue partido en dos zonas: una zona francesa (la más importante) y una zona inglesa), islas Comoras, las islas de la Reunión y Mayotte, que son territorio francés, y una parte de la población de la Guinea Ecuatorial, que lo emplea junto con el español como lengua oficial, Marruecos, Argelia, Mauritania y Túnez, donde se habla junto con el árabe y los dialectos bereberes, en Egipto, donde es muy minoritario, pero que se utiliza como lengua de cultura; así, la Universidad Senghor de Alejandría (Université Senghor d'Alexandrie) es francófona.

### Idioma portugués

Idioma portugués en África.

El portugués en África es la lengua oficial de Angola, Santo Tomé y Príncipe, Mozambique Cabo Verde, y Guinea-Bisáu,  Es, asimismo, una de las lenguas oficiales de Guinea Ecuatorial (junto al español y al francés). También se habla en la Región autónoma de Madeira, isla perteneciente a Portugal.

### Idioma español

Idioma español en África.

El español se habló en África por primera vez en 1492, momento en el que se establecieron colonias de judíos sefarditas expulsados de España. También los musulmanes conocidos como moriscos procedentes de la península ibérica se establecieron principalmente al norte de África, si bien las poblaciones musulmanas originarias de la península ibérica se piensa que no tenían el español como lengua principal.
Actualmente el español es una de las lenguas oficiales de Guinea Ecuatorial. La gran mayoría de los ecuatoguineanos habla español, aunque siempre como segunda lengua, siendo diversas lenguas bantúes las lenguas maternas más extendidas. También se habla en la Comunidad autónoma de las islas Canarias y en las ciudades autónomas de Ceuta y Melilla, ambos territorios pertenecientes a la soberanía española enclavadas al norte de África.
En el Sahara Occidental, el ministro saharaui para América Latina, Hash Ahmed declaró en nombre de la República Árabe Saharaui Democrática que su país es «simultáneamente una nación africana y árabe que tiene el privilegio de ser la única hispanohablante debido a la herencia cultural de la colonización española. El idioma español es el idioma de enseñanza obligatorio por ser junto al árabe, idioma oficial».
Allí se le considera la segunda lengua administrativa y de comunicación de la RASD.
En Tinduf, Argelia, hay unos 200 000 [cita requerida]refugiados saharauis, que pueden leer y escribir el idioma español y miles de ellos recibieron educación universitaria ofrecida por Cuba, España, México y Venezuela.
En Marruecos el idioma español es muy popular como segunda lengua con 7 millones de hispanohablantes. Es hablado principalmente en las zonas de antiguo protectorado español de Marruecos: Rif, Ifni y Tarfaya.

### El idioma italiano
El italiano sólo es hablado por una minoría de la población en países como Eritrea, Somalia, Etiopía y Libia. También se habla en las Islas Pelagias y Pantelaria, ambas pertenecientes a Italia.

### Legado cultural
En el legado cultural podemos distinguir las siguientes características:

#### Religión
Los únicos países y territorios dependientes que profesan el cristianismo, principalmente el catolicismo, herencia del legado colonial son los que formaron parte de los Imperios francés, portugués, español, belga y en menor medida el italiano. Además en estos países y territorios, los nativos también han conservado sus propias creencias y cosmovisiones. El cristianismo también es profesado minoritariamente en los antiguos territorios del norte de África, que fue introducida por los misioneros portugueses, franceses y españoles. Aunque la mayor parte de sus poblaciones en estos antiguos territorios profesan el Islam, el animismo y entre otros creencias.

#### Arquitectura
La arquitectura del legado colonial varía, según los países colonizadores. Los países y territorios de habla francesa, están influenciados con la arquitectura de origen francés, como son algunas casas, edificios y templos católicos. El caso de la arquitectura portuguesa y española, ambas son similares donde no solo construyeron algunas casonas, edificios y templos católicos, también fortalezas para defenderse de los corsarios ingleses, franceses y holandeses. El caso de la arquitectura belga, se encuentran en los antiguos territorios del antiguo Congo Belga, como ser algunas iglesias católicas y casas, ya que son similares a la influencia de la arquitectura francesa. El caso de la italiana en los antiguos territorios del imperio italiano pocas casas, edificios e iglesias católicas se construyeron.